# Tanja Hausott
Tanja Hausott (Villach, Karintia, 1974. július 9. –) osztrák női nemzetközi labdarúgó-játékvezető. Polgári foglalkozása zeneiskolai tanár.

## Pályafutása

### Labdarúgóként
Villachban, a helyi női csapatban balszélsőt játszott.

### Labdarúgó-játékvezetőként

#### Nemzeti játékvezetés
A játékvezetői vizsgát 1998-ban Salzburgban egyéb (zenei) tanulmányai mellett tette le. 2008. április 4-én vezette az első II. Ligás mérkőzését. Első osztrák nőként vezethetett mérkőzést az I. Ligában.

#### Nemzetközi játékvezetés
Az Osztrák labdarúgó-szövetség Játékvezető Bizottsága (JB) terjesztette fel nemzetközi játékvezetőnek, a Nemzetközi Labdarúgó-szövetség (FIFA) 2003-tól tartotta nyilván bírói keretében. Több nemzetek közötti válogatott és klubmérkőzést vezetett.

##### Világbajnokság
A 2011-es női labdarúgó-világbajnokságra Németországba, a világbajnoki döntőhöz vezető úton a FIFA JB játékvezetőként alkalmazta.

###### Selejtező mérkőzés
| Időpont             | Helyszín                         | Mérkőzés típusa           | Mérkőzés              | Eredmény |
| ------------------- | -------------------------------- | ------------------------- | --------------------- | -------- |
| 2010. augusztus 21. | Jurij Gagarin Stadion, Chernihiv | előselejtező (4. csoport) | Ukrajna–Románia       | 3 : 1    |
| 2010. június 19.    | Gamla Ullevi Stadion, Göteborg   | előselejtező (8. csoport) | Svédország–Csehország | 0 : 0    |

##### Európa-bajnokság
A 2013-as női labdarúgó-Európa-bajnokság döntőjéhez vezető úton a FIFA JB játékvezetőként foglalkoztatta.

###### Selejtező mérkőzés
| Időpont              | Helyszín                          | Mérkőzés típusa           | Mérkőzés                  | Eredmény | Nézők száma |
| -------------------- | --------------------------------- | ------------------------- | ------------------------- | -------- | ----------- |
| 2011. szeptember 17. | Tayyip Erdoğan Stadion, Isztambul | előselejtező (2. csoport) | Törökország–Spanyolország | 1 : 10   | 442         |

##### Nemzetközi kupamérkőzések

###### Női UEFA-kupa
| Időpont           | Helyszín                    | Mérkőzés típusa   | Mérkőzés                              | Eredmény | Nézők száma |
| ----------------- | --------------------------- | ----------------- | ------------------------------------- | -------- | ----------- |
| 2008. március 30. | Gerland Stadion, Lyon       | egyik elődöntő    | KFC Rapid Wezemaal–FC Everton         | 1 : 1    | 12 375      |
| 2010. március 17. | Mosson Stadion, Montpellier | egyik negyeddöntő | Montpellier Hérault SC–Umeå IK (svéd) | 2 : 2    | 5 020       |

## Szakmai sikerek
Európában a legjobb 12 női játékvezető közé van sorolva.